# Амилопектин
Амилопектинът (CAS номер 9005-82-7) е силно разклонен полимер на глюкозата, който се среща в растенията. Амилопектинът е единият от двата компонента на скорбялата, другият от които е амилозата. Почти неразтворим е в студена вода, а в гореща вода образува желеобразна маса, имаща свойства на лепило (например за хартия, картон и други подобни)
Глюкозните остатъци са свързани линейно с α-връзки (1→4). Разклоненията също са свързани с α- връзки (1→6) и се срещат на всеки 24 до 30 глюкозни остатъка.
Амилопектинът е подобен на гликогена в животинските клетки, който има подобен състав и структура, но е с по-големи разклонения.
Растенията складират скорбяла в специализирани органели, наречени амилопласти. При нужда от енергия растението хидролизира скорбялата, което освобождава глюкозните остатъци. Хората и растителноядните животни имат ензими, които могат да хидролизират скорбялата. Амилопектинът съставлява около 70% от нейното тегло.